# Resistència danesa

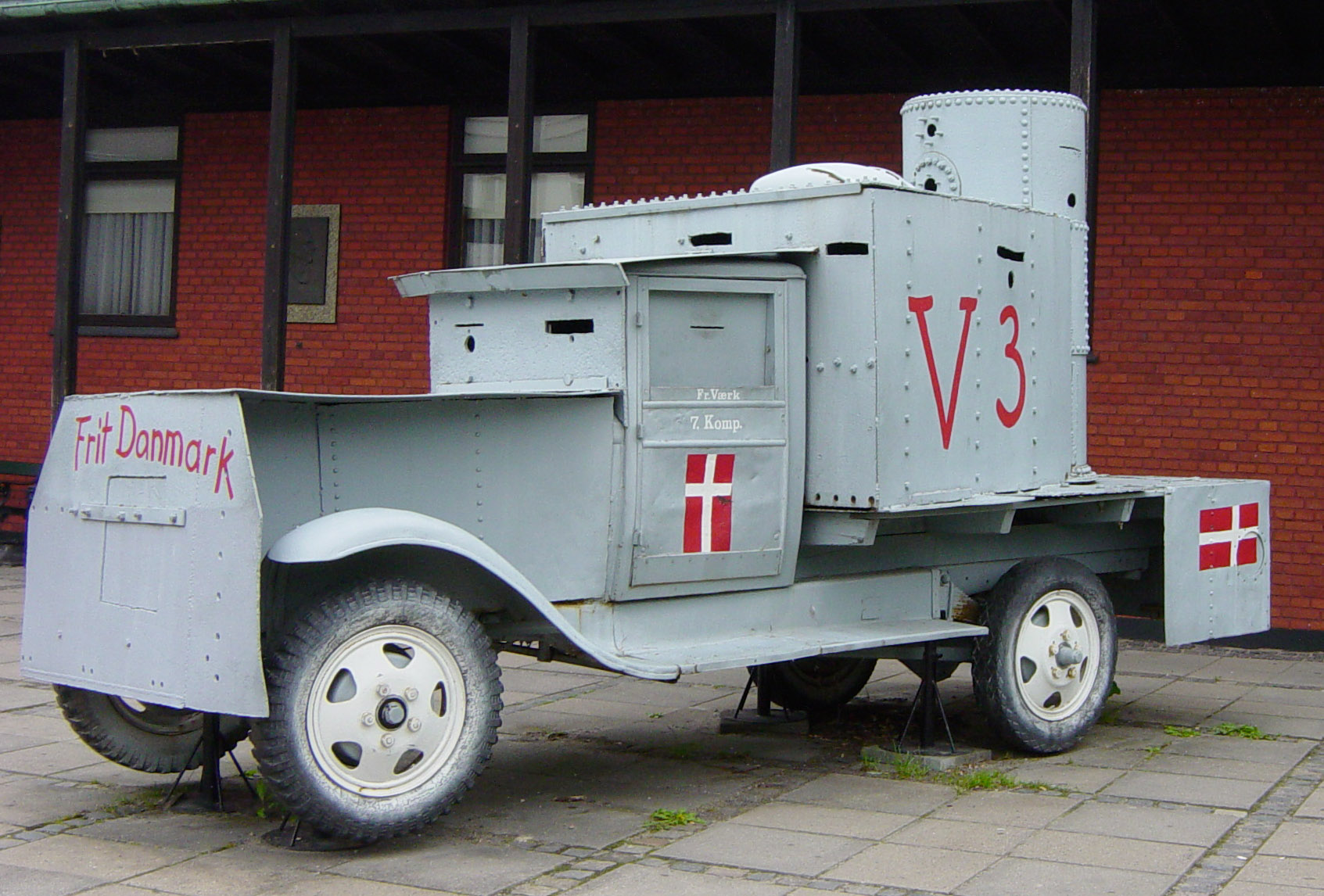
Vehícle blindat utilitzat per la resistència danesa a l'exterior del Museu de la Resistència Danesa a Copenhaguen.

La Resistència danesa va ser un moviment insurgent de resistència contra l'ocupació de Dinamarca per l'Alemanya Nazi durant la Segona Guerra Mundial. El moviment va trigar a desenvolupar-se degut a les circumstàncies de la invasió però des de 1943 es van registrar importants esdeveniments d'espionatge, publicacions il·legals i sabotatges.

## La resistència no violenta: 1940-1943
Després de l'Operació Weserübung del 9 d'abril de 1940, les forces d'ocupació nazis i les forces militars de la Wehrmacht alemanya, van tractar de convertir el Regne de Dinamarca en un protectorat alemany. La monarquia i les autoritats electes van romandre en el poder, recolzant als nazis, sense que els ciutadans participessin en moviments de resistència com a Noruega, França o Polònia. Fora de la censura, les prohibicions i altres petits canvis, la vida va seguir normalment durant els primers anys de la guerra.
El 22 de juny de 1941, el Partit Comunista de Dinamarca va ser prohibit. Després de l'Operació Barba-roja van començar a aparèixer els primers grups organitzats de la resistència. Es va publicar el diari clandestí Land og Folk ("Pàtria i Poble") amb una tirada de 12.000 exemplars diaris.
Les cèl·lules clandestines més importants eren els Hvidsten i el Holger Danske .

## Resistència violenta: 1943-final
Els actes de violència i sabotatge van augmentar des de 1943, les forces alemanyes van prendre el control, fet que va provocar incidents amb les autoritats daneses. Al setembre es va crear el Consell Llibertari Danès per centralitzar les diverses organitzacions sent fins i tot reconegut per les forces aliades, que van començar a adonar-se els esforços de la resistència, doncs fins aleshores no els havien tingut gaire en compte.
Degut a les preocupacions pels presoners empresonats per la Gestapo al Shellhus de Copenhaguen, la resistència va sol·licitar l'ajuda de la RAF per destruir els arxius i eventualment alliberar-los. L'operació Cartago va aconseguir destruir els arxius i alliberar 18 presoners, però el cost va ser alt: 125 ciutadans incloent 86 nens d'una escola veïna.
En 1943, el moviment va rescatar a 7.000 jueus que estaven a punt de ser deportats i els van enviar a Suècia. Per això els membres de la Resistència danesa van ser posteriorment inclosos entre els Justos entre les Nacions.
Cap al final de la guerra més de 850 membres havien estat executats a les presons, en camps de concentració o van ser morts en combat. El Museu Nacional de Dinamarca manté un lloc en línia sobre la resistència danesa.

## Membres prominents
- Christer Lyst Hansen
- Mogens Fog
- Flemming Muus
- Niels Eberhard Petersen
- Monica Wichfeld
- Ove Kampman
- Anton Poul Andersen
- Poul Kristian Brandt Rehberg
- Poul Bruun
- Marius Fiil
- Niels Fiil
- Jørgen Kieler
- Thomas Sneum
- Jørgen Haagen Schmith (Citronen)
- Bent Faurschou-Hviid (Flammen)
- John Christmas Møller
- Jorgen Strange Lorenzen

## En la ficció
- Ken Follett - Hornet Flight, novel·la sobre el moviment.
- Carol Matas: les seves dues novel·les Lisa i Jesper presenten una versió novel·lada del moviment.
- Flame and Citron, pel·lícula de 2009 d'Ole Christian Madsen amb Thure Lindhardt i Mads Mikkelsen.